# Copa de la UEFA 1977-1978
La Copa de la UEFA 1977–78 fou guanyada pel PSV Eindhoven, que va derrotar l'Sporting Club de Bastia en la final a doble partit, per un resultat agregat de 3-0.

## Primera ronda
| Equip 1                  | Global | Equip 2                 | Anada | Tornada |
| ------------------------ | ------ | ----------------------- | ----- | ------- |
| Eintracht Frankfurt      | 5–0    | Sliema Wanderers FC     | 5–0   | 0–0     |
| AZ Alkmaar               | 16–1   | FA Red Boys Differdange | 11–1  | 5–0     |
| Aston Villa FC           | 6–0    | Fenerbahce              | 4–0   | 2–0     |
| FC Barcelona             | 8–2    | Steaua Bucarest         | 5–1   | 3–1     |
| SEC Bastia               | 5–3    | Sporting CP             | 3–2   | 2–1     |
| Bayern de Múnic          | 12–0   | Mjøndalen IF            | 8–0   | 4–0     |
| Boavista FC              | 1–5    | S.S. Lazio              | 1–0   | 0–5     |
| Bohemian FC              | 0–4    | Newcastle United FC     | 0–0   | 0–4     |
| FC Carl Zeiss Jena       | 6–5    | Altay SK                | 5–1   | 1–4     |
| Dundee United FC         | 1–3    | KB                      | 1–0   | 0–3     |
| ACF Fiorentina           | 1–5    | FC Schalke 04           | 0–3   | 1–2     |
| BK Frem                  | 1–8    | Grasshopper-Club Zurich | 0–2   | 1–6     |
| Glenavon FC              | 2–11   | PSV Eindhoven           | 2–6   | 0–5     |
| Górnik Zabrze            | 5–3    | FC Haka                 | 5–3   | 0–0     |
| Internazionale Milano FC | 0–1    | FC Dinamo Tbilisi       | 0–1   | 0–0     |
| FC Dinamo de Kíev        | 1–1(c) | Eintracht Braunschweig  | 1–1   | 0–0     |
| Landskrona BoIS          | 0–6    | Ipswich Town FC         | 0–1   | 0–5     |
| UD Las Palmas            | 8–4    | FK Sloboda Tuzla        | 5–0   | 3–4     |
| RC Lens                  | 4–3    | Malmo FF                | 4–1   | 0–2     |
| LASK Linz                | 3–9    | Újpest FC               | 3–2   | 0–7     |
| Odra Opole               | 2–3    | 1. FC Magdeburg         | 1–2   | 1–1     |
| Olympiacos               | 4–6    | Dinamo de Zagreb        | 3–1   | 1–5     |
| Manchester City FC       | 2–2(c) | Widzew Lodz             | 2–2   | 0–0     |
| PFC Marek Dupnitsa       | 3–2    | Ferencvarosi TC         | 3–0   | 0–2     |
| SK Rapid Wien            | 1–3    | TJ Internacional        | 1–0   | 0–3     |
| R.W.D. Molenbeek         | 2–1    | Aberdeen FC             | 0–0   | 2–1     |
| Servette FC              | 1–2    | Athletic Club           | 1–0   | 0–2     |
| Standard Liège           | (c)3–3 | Slavia Praga            | 1–0   | 2–3     |
| I.K. Start               | 8–0    | Fram                    | 6–0   | 2–0     |
| ASA Târgu Mureş          | 1–3    | AEK Atenes FC           | 1–0   | 0–3     |
| Torino FC                | 4–1    | APOEL FC                | 3–0   | 1–1     |
| Fussballclub Zürich      | 2–1    | PFC CSKA Sofia          | 1–0   | 1–1(pr) |

## Segona ronda
| Equip 1             | Global | Equip 2                 | Anada | Tornada |
| ------------------- | ------ | ----------------------- | ----- | ------- |
| AEK Atenes FC       | 3–6    | Standard Liège          | 2–2   | 1–4     |
| AZ Alkmaar          | 2–2(p) | FC Barcelona            | 1–1   | 1–1     |
| Aston Villa FC      | 3–1    | Górnik Zabrze           | 2–0   | 1–1     |
| SEC Bastia          | 5–2    | Newcastle United FC     | 2–1   | 3–1     |
| Bayern de Múnic     | 3–2    | PFC Marek Dupnitsa      | 3–0   | 0–2     |
| TJ Internacional    | 2–5    | Grasshopper-Club Zurich | 1–0   | 1–5     |
| Ipswich Town FC     | 4–3    | UD Las Palmas           | 1–0   | 3–3     |
| KB                  | 2–6    | FC Dinamo Tbilisi       | 1–4   | 1–2     |
| S.S. Lazio          | 2–6    | RC Lens                 | 2–0   | 0–6(pr) |
| 1. FC Magdeburg     | 7–3    | FC Schalke 04           | 4–2   | 3–1     |
| R.W.D. Molenbeek    | 2–2(p) | FC Carl Zeiss Jena      | 1–1   | 1–1     |
| I.K. Start          | 1–4    | Eintracht Braunschweig  | 1–0   | 0–4     |
| Torino FC           | 3–2    | Dinamo de Zagreb        | 3–1   | 0–1     |
| Újpest FC           | 2–3    | Athletic Club           | 2–0   | 0–3(pr) |
| Widzew Lodz         | 3–6    | PSV Eindhoven           | 3–5   | 0–1     |
| Fussballclub Zürich | 3–7    | Eintracht Frankfurt     | 0–3   | 3–4     |

## Tercera ronda
| Equip 1             | Global | Equip 2                 | Anada | Tornada |
| ------------------- | ------ | ----------------------- | ----- | ------- |
| Aston Villa FC      | 3–1    | Athletic Club           | 2–0   | 1–1     |
| SEC Bastia          | 5–3    | Torino FC               | 2–1   | 3–2     |
| FC Carl Zeiss Jena  | 4–1    | Standard Liège          | 2–0   | 2–1     |
| Eintracht Frankfurt | 6–1    | Bayern de Múnic         | 4–0   | 2–1     |
| Ipswich Town FC     | 3–3(p) | FC Barcelona            | 3–0   | 0–3     |
| 1. FC Magdeburg     | 4–2    | RC Lens                 | 4–0   | 0–2     |
| PSV Eindhoven       | 4–1    | Eintracht Braunschweig  | 2–0   | 2–1     |
| FC Dinamo Tbilisi   | 1–4    | Grasshopper-Club Zurich | 1–0   | 0–4     |

## Quarts de final
| Equip 1             | Global | Equip 2                 | Anada | Tornada |
| ------------------- | ------ | ----------------------- | ----- | ------- |
| Aston Villa FC      | 3–4    | FC Barcelona            | 2–2   | 1–2     |
| SEC Bastia          | 9–6    | FC Carl Zeiss Jena      | 7–2   | 2–4     |
| 1. FC Magdeburg     | 3–4    | PSV Eindhoven           | 1–0   | 2–4     |
| Eintracht Frankfurt | 3–3(c) | Grasshopper-Club Zurich | 3–2   | 0–1     |

## Semifinals
| Equip 1                 | Global | Equip 2      | Anada | Tornada |
| ----------------------- | ------ | ------------ | ----- | ------- |
| Grasshopper-Club Zurich | 3–3(c) | SEC Bastia   | 3–2   | 0–1     |
| PSV Eindhoven           | 4–3    | FC Barcelona | 3–0   | 1–3     |

## Final

### Anada
| SEC Bastia | 0 – 0 | PSV Eindhoven |
| ---------- | ----- | ------------- |
|            |       |               |

### Tornada
| PSV Eindhoven                                              | 3 – 0 | SEC Bastia |
| ---------------------------------------------------------- | ----- | ---------- |
| W. van de Kerkhof 24' · Deijkers 67' · van der Kuijlen 69' |       |            |

| Campió de la Copa de la UEFA 1977-78 |
| ------------------------------------ |
| PSV Eindhoven Primer títol           |